# Aden Protectorate Levies
Die Aden Protectorate Levies (APL) waren eine von der britischen Kolonialmacht in Südarabien von 1927 bis zur Unabhängigkeit des Südjemen 1967 rekrutierte Hilfstruppe. Die Einheit hieß vor Ort umgangssprachlich Gaysh, die offizielle Bezeichnung wurde 1961 in Federal Regular Army of South Arabia (FRA) geändert. Die Truppen wurden fast ausschließlich aus den Stämmen des Hinterlandes rekrutiert, ihre Aufgabe blieb die Heimatverteidigung, worin sie die in Südarabien stationierten Einheiten der British Indian Army (bis 1947) und regulären britischen Einheiten unterstützten. Bis 1961 waren als Bezeichnung für Dienstgrade für Mannschaften britische Ränge, für arabische Offiziere die der indischen Armee in Gebrauch.

## Vorläufer
Nachdem die Briten im 19. Jahrhundert nicht nur den Hafen von Aden als Bunkerstation erworben hatten, sondern um 1900 auch Protektorate über das Hinterland und Hadramaut errichtet hatten, entsandten sie zur Verteidigung Einheiten der British Indian Army.
Im Ersten Weltkrieg wurden drei verschiedene Hilfstruppen vor Ort rekrutiert: die Arab Legion, die am Suez-Kanal eingesetzt wurde. Das Arab Labour Corps, welches in der Gegend von Sheikh Othman im Einsatz war und die etwa 600 Mann der 1. Yemen Infantry. Letztere kamen nie zum Kampfeinsatz, sondern dienten als Wachen. Die Einheit bestand, auch nach dem Abzug der Türken, bis zum 17. März 1925 weiter. Ab 1926 oblag die Verteidigung Adens der RAF (8. Squadron), die APL war administrativ ein Teil davon, Kompanien hießen daher Squadrons.

## 1926–1939
Lt.-Col. M. C. Lake, von den 4. Grenadiers der Indian Army – er hatte bereits die 1. Yemen Infantry kommandiert – wurde 1926 in London der Auftrag, erteilt eine neue Einheit, 6 Züge je 35 Mann stark, aufzustellen, deren Zweck der Schutz der Kolonie gegen Eindringlinge aus dem Norden sein sollte. Lake kam im April 1928 in Aden an, um mit einem weiteren Offizier und vier Unteroffizieren die Rekrutierung zu beginnen. Am 24. Oktober übernahm F. Robinson das Kommando (bis August 1939), Lake wurde Kolonialbeamter des Protektorats Aden.
Je ein Zug nahm Gendarmerieaufgaben auf den Inseln Perim und Kamaran wahr, bis eine Aden Armed Police ausgebildet war. Im April 1929 wurde ein berittener Kamel-Trupp aufgestellt. Zum ersten Kampfeinsatz mit kleineren Scharmützeln kam es im April 1931 im Wadi Rukub. 
Zum ersten wirklichen militärischen Einsatz kam die Truppe, als im jemenitisch-saudischen Grenzkrieg 1934 die nicht genau definierte Grenze des Protektorats gegen Eindringlinge beider Parteien geschützt wurde. Im Wesentlichen war man jedoch mit Wachdienst und Betrieb einer Funkstation beschäftigt. Beim Besuch des italienischen Königs im Oktober 1934 wurde eine Ehrengarde abgestellt. Zum 28. September 1938 erging der Befehl, die Truppe in Kriegsbereitschaft zu versetzen.

## 1939–1947
Colonel J. G. Worth vom King's Regiment kam am 25. Juli 1939 in Aden an, um das Kommando zu übernehmen. Im nächsten Monat wurde eine 150 Mann starke Flak-Abteilung gebildet, die mit 40-mm-Bofors-Geschützen ausgestattet wurde. Bei den knapp 40 italienischen Luftangriffen, von denen nur ersten beiden im Juni 1940 größeren Umfang erreichten, kam sie zum Einsatz. Ob die eine im Kriegsverlauf über Aden niedergegangene Maschine tatsächlich abgeschossen wurde, ist unklar. Am 10. Mai 1940, nach dem Kriegseintritt Italiens, wurden alle in Aden befindlichen Italiener durch die Truppe verhaftet und zumeist in Internierungslagern in Indien verbracht.
Die MG-Abteilung war seit Oktober voll motorisiert. Die Stärke der Truppe war Mitte 1942 auf 853 Mannschaften, dazu 10 britische Unteroffiziere, 21 arabische Offiziere und 16 britische Offiziere angewachsen, eine Kompanie war nach Sokotra abgeordnet. Ab Oktober wurden drei weitere Kompanien rekrutiert, so dass am 31. Mai 1943 1416 Mann dienten. Weitere Kampfhandlungen fanden in Aden im Zweiten Weltkrieg nicht statt, da sich das Königreich Jemen neutral verhielt.
Col. Worth († 21. Jan. 1946) wurde am 24. Juli 1944, als die Truppe 1650 Mann in 9 Kompanien hatte, von G. W. Jones abgelöst. Die indischen Truppen wurden 1947 abgezogen, die APL rückte in deren Kasernen ein. Die Nachkriegsjahre brachten eine Verbesserung des Bedingungen für die Truppe, so wurde eine genossenschaftliche canteen betrieben und ein eigenes Krankenhaus für Soldaten, Veteranen und deren Familien eingerichtet.

## 1947–1961
März bis April 1947 wurde der Emir Haidara, Bruder des Emir von Dhala, aus einem Fort im Jebel Jihaf vertrieben, das er besetzt hatte. Dabei wurde man vom wiedergegründeten 8. Squadron der RAF unterstützt. Weitere „Polizeiaktionen“ gegen Stämme im Hinterland folgten. Beim Versuch, eine Ausgangssperre gegen rebellierende Juden in der Stadt Aden durchzusetzen, verlor die APL am 2. Dezember 1947 ihren ersten Angehörigen im Kampf.
Der Umsturz des Ahmad ibn Yahya in Kgr. Jemen 1948, der sich der Politik Nassers verschrieben hatte, hatte weitreichende Auswirkungen im Protektorat. Es kam in den nächsten Jahren immer wieder zu Aktionen im Hinterland, die zusammen mit der RAF ausgeführt wurden. Die Truppenstärke im Juli 1948 erreichte 1735 Mann, davon 37 britische Offiziere und 46 Unteroffiziere. Bis Ende 1951, als die Einheit die Haupttruppe britischer Präsenz in Südarabien bildete, wurde die Stärke auf 1331 Mann reduziert.
Anfang der 1950er Jahre begann die Kolonialmacht – in Vorbereitung der Unabhängigkeit – den Versuch, die Armeen der Sultane, z. B. die des Sultanats von Shihr und Mukalla, zu integrieren. Nachdem man beim Besuch von Königin Elisabeth II. am 20. Januar 1954 noch zur Parade angetreten war, begann bald darauf die Operation West Bord, deren Ziel es war, die einsickernden Jemeniten aus dem Wadi Hatib zu vertreiben. Dabei hatte man große Schwierigkeiten und einige Verluste durch Scharfschützen. Die Briten zogen sich im Juli 1955 aus Robat zurück. Außerhalb des Hauptquartiers wurden Posten in Masirah (Landeplatz), Dhala und ʿAtaq unterhalten. Anforderungen an neue Rekruten wurden verschärft, die Ausrüstung modernisiert.
In den Jahren 1955–1958 gab es mehrere Einsätze, die von den Kolonialherren „Banditenbekämpfung“ genannt wurden. Die in den Regionen Radfan und Dhala für die Unabhängigkeit kämpfenden Stammeskrieger, unterstützt von Jemeniten, waren teilweise in Ägypten ausgebildet worden. Wiederum wurden hauptsächlich Dörfer mit unbeteiligten Zivilisten bombardiert, so gab es alleine im Dezember 1958 51 derartige Einsätze.
Am 2. Februar 1957 übernahm Brigadier D. W. Lister von seinem Vorgänger Group Captain Douglas das Kommando. Gleichzeitig wurde die Unterstellung unter die RAF beendet, deren Offiziere, außer den Ärzten, abgezogen wurden.
Zum 29. November 1961 erfolgte die Umbenennung in Federal Regular Army of South Arabia (FRA). Dieses Datum wurde als Army Day zum Feiertag erklärt. Zusammen mit den Federal Guards (vormals Government Guards) hatte man sich um die innere Sicherheit zu kümmern, das hieß, die immer zahlreicher werdenden Freiheitskämpfer aufzuspüren und zu töten. Am 7. Dezember übernahm Brigadier J. C. Lunt das Kommando.